# Isopora crateriformis
Espèce
Statut de conservation UICN

 VU A4ce : Vulnérable
Isopora crateriformis est une espèce de coraux appartenant à la famille des Acroporidae.